# 萨尔堡 (莱茵兰-普法尔茨州)
萨尔堡是德国莱茵兰-普法尔茨州的一个市镇。总面积20.53平方公里，总人口6554人，其中男性3260人，女性3294人（2011年12月31日），人口密度319人/平方公里。

## 友好城市
- 法國 萨尔堡